# Bianca Răzor
Bianca Răzor (ur. 8 sierpnia 1994 w Klużu-Napoce) – rumuńska lekkoatletka specjalizująca się w biegu na 400 metrów.
Pierwsze sukcesy odniosła już w 2010 roku kiedy to zdobyła brązowy medal mistrzostw świata juniorów oraz została w Singapurze srebrną medalistką igrzysk olimpijskich młodzieży (drużyna Europy, której była członkinią wywalczyła także brąz w sztafecie). W 2011 bez powodzenia startowała w halowych mistrzostwach Europy, a latem była piąta podczas mistrzostw świata juniorów młodszych oraz zdobyła złoty medal juniorskich mistrzostw Europy. Srebrna medalistka mistrzostw Europy juniorów z 2013. Brązowa medalistka igrzysk frankofońskich (2013). W 2014 była szósta na mistrzostwach Europy w Zurychu, a rok później została młodzieżową mistrzynią Starego Kontynentu. Zdobywczyni dwóch brązowych medali podczas uniwersjady w Tajpej (2017).
Rywalizuje również w biegach rozstawnych – w 2010 rumuńska sztafeta z jej udziałem zajęła ósmą lokatę na mistrzostwach Europy, a w 2011 sztafeta szwedzka Rumunii była szósta na mistrzostwach świata juniorów młodszych. Podczas halowych mistrzostw krajów bałkańskich w 2012 zdobyła wraz z koleżankami złoty medal w biegu 4 × 400 metrów.
Stawała na podium mistrzostw Rumunii oraz reprezentowała kraj w drużynowych mistrzostwach Europy.
Rekordy życiowe w biegu na 400 metrów: stadion – 50,37 (24 sierpnia 2015, Pekin); hala – 52,82 (25 lutego 2016, Stambuł).

## Osiągnięcia
| Rok  | Impreza                                               | Miejsce         | Konkurencja             | Pozycja    | Wynik   |
| ---- | ----------------------------------------------------- | --------------- | ----------------------- | ---------- | ------- |
| 2010 | Kwalifikacje Europy do igrzysk olimpijskich młodzieży | Moskwa          | bieg na 400 metrów      | 1. miejsce | 52,69   |
| 2010 | Mistrzostwa świata juniorów                           | Moncton         | bieg na 400 metrów      | 3. miejsce | 53,17   |
| 2010 | Igrzyska olimpijskie młodzieży                        | Singapur        | bieg na 400 metrów      | 2. miejsce | 53,10   |
| 2011 | Halowe mistrzostwa Europy                             | Paryż           | bieg na 400 metrów      | eliminacje | 55,08   |
| 2011 | I liga drużynowych mistrzostw Europy                  | Izmir           | bieg na 400 metrów      | 1. miejsce | 52,56   |
| 2011 | Mistrzostwa świata juniorów młodszych                 | Lille Metropole | bieg na 400 metrów      | 5. miejsce | 52,82   |
| 2011 | Mistrzostwa Europy juniorów                           | Tallinn         | bieg na 400 metrów      | 1. miejsce | 51,96   |
| 2012 | Igrzyska olimpijskie                                  | Londyn          | bieg na 400 metrów      | eliminacje | 52,83   |
| 2013 | Mistrzostwa Europy juniorów                           | Rieti           | bieg na 400 metrów      | 2. miejsce | 51,82   |
| 2013 | Mistrzostwa świata                                    | Moskwa          | bieg na 400 metrów      | półfinał   | 51,49   |
| 2013 | Igrzyska frankofońskie                                | Nicea           | bieg na 400 metrów      | 3. miejsce | 52,69   |
| 2014 | Mistrzostwa Europy                                    | Zurych          | bieg na 400 metrów      | 6. miejsce | 51,95   |
| 2015 | Halowe mistrzostwa Europy                             | Praga           | bieg na 400 metrów      | eliminacje | 53,76   |
| 2015 | I liga drużynowych mistrzostw Europy                  | Heraklion       | bieg na 400 metrów      | 2. miejsce | 52,04   |
| 2015 | Młodzieżowe mistrzostwa Europy                        | Tallinn         | bieg na 400 metrów      | 1. miejsce | 51,31   |
| 2015 | Mistrzostwa świata                                    | Pekin           | bieg na 400 metrów      | półfinał   | 51,05   |
| 2015 | Światowe wojskowe igrzyska sportowe                   | Mungyeong       | bieg na 400 metrów      | 2. miejsce | 51,81   |
| 2016 | Halowe mistrzostwa świata                             | Portland        | bieg na 400 metrów      | półfinał   | 53,34   |
| 2016 | Igrzyska olimpijskie                                  | Rio de Janeiro  | bieg na 400 metrów      | eliminacje | 52,42   |
| 2016 | Igrzyska olimpijskie                                  | Rio de Janeiro  | sztafeta 4 × 400 metrów | eliminacje | 3:29,87 |
| 2017 | Halowe mistrzostwa Europy                             | Belgrad         | bieg na 400 metrów      | eliminacje | 54,11   |
| 2017 | I liga drużynowych mistrzostw Europy                  | Vaasa           | bieg na 400 metrów      | 2. miejsce | 52,22   |
| 2017 | I liga drużynowych mistrzostw Europy                  | Vaasa           | sztafeta 4 × 400 metrów | 1. miejsce | 3:31,83 |
| 2017 | Mistrzostwa świata                                    | Londyn          | bieg na 400 metrów      | półfinał   | 52,09   |
| 2017 | Uniwersjada                                           | Tajpej          | bieg na 400 metrów      | 3. miejsce | 51,97   |
| 2017 | Uniwersjada                                           | Tajpej          | sztafeta 4 × 400 metrów | 3. miejsce | 3:34,16 |
| 2017 | DécaNation                                            | Angers          | bieg na 400 metrów      | 2. miejsce | 52,98   |
| 2018 | Mistrzostwa Europy                                    | Berlin          | bieg na 400 metrów      | półfinał   | 52,27   |
| 2018 | Mistrzostwa Europy                                    | Berlin          | sztafeta 4 × 400 metrów | 7. miejsce | 3:32,15 |
| 2019 | Halowe mistrzostwa Europy                             | Glasgow         | bieg na 800 metrów      | półfinał   | 2:03,65 |